# سفارة اليمن في فرنسا
سفارة اليمن في فرنسا هي أرفع تمثيل دبلوماسي لدولة اليمن لدى فرنسا. تقع السفارة في باريس وهي تهدف لتعزيز المصالح اليمنية في فرنسا.

## وصلات خارجية
- قائمة سفارات اليمن
- قائمة السفارات في فرنسا